# Edmond Liechti
Pour les articles homonymes, voir Liechti.
Edmond Liechti est un cinéaste, réalisateur, scénariste, animateur, graphiste, illustrateur et dessinateur suisse, né le 5 avril 1927 à Plainpalais (Genève)[réf. nécessaire] et mort le 9 février 2021 à Collonge-Bellerive (Genève). Il est l'un des pionniers du cinéma d'animation suisse.
Il fonde dans les années 1950 le Studio Liechti et devient progressivement l'un des producteurs de films publicitaires en dessin animé le plus prolifique de Suisse.

## Jeunesse et formation
Edmond Liechti naît à Genève[réf. nécessaire] le 5 avril 1927. Il est le second fils de Robert Liechti et de Marthe Liechti-Apothéloz. Son père Robert est peintre en lettres et tient avec son frère Jean l'entreprise d'enseignes, de décoration et de publicité Liechti frères sise au numéro 21 de la rue Henri-Blanvalet dans le quartier des Eaux-Vives à Genève. Sa mère Marthe est mère au foyer. 
Edmond Liechti développe très tôt un talent pour le dessin et la bande dessinée. Adolescent, il réalise des planches de bande dessinée, des dessins humoristiques et des caricatures, publiant quelques-unes de ses productions dans des petits journaux locaux.
Après le décès de son frère aîné Robert emporté par une méningite foudroyante, Edmond Liechti est destiné à reprendre les rênes de l'entreprise familiale et à succéder à son père. A la fin de sa scolarité obligatoire, il effectue un apprentissage de peintre en enseignes sous l'égide de son père et de son oncle qu'il achève en juillet 1946, complété par un certificat en dessin d'ornement et en dessin de publicité obtenu aux Cours industriels du soir en 1944, et par un certificat de peintre en lettres obtenu à l'École des arts et métiers de Genève en 1944.

## De peintre en lettres à graphiste et illustrateur
Au début de sa carrière professionnelle, Edmond Liechti perpétue l'activité familiale de peintre-décorateur en réalisant toutes sortes de travaux de signalétique et de publicité sous leurs formes traditionnelles. Il s'emploie toutefois à moderniser l'entreprise en développant de plus en plus les travaux graphiques, le dessin d'illustration et la publicité imprimée, gagnant peu à peu une nouvelle clientèle. Son talent de graphiste et d'illustrateur lui permet de s'improviser publicitaire et de s'imposer rapidement parmi les acteurs professionnels locaux. 
Edmond Liechti gagne aussi une renommée locale par la confection de têtes de carnaval,, pour le défilé du Corso fleuri des Fêtes de Genève. Il entame également une brève carrière de clown et forme pendant quelques années le duo Zigotto et Lalicht avec son ami d'enfance Lucien Seni. 
Parallèlement, il consacre une grande partie de ses loisirs à la création de bandes dessinées et de dessins humoristiques dont certains sont publiés dans la presse locale, notamment la Tribune de Genève. Au début des années 1950, Edmond Liechti part quelques mois à Londres où il sera engagé comme dessinateur par le Daily Mail, mais revient à Genève face à la difficulté d'obtenir un permis de travail en Angleterre.

## Le Studio Liechti: télévision et animation

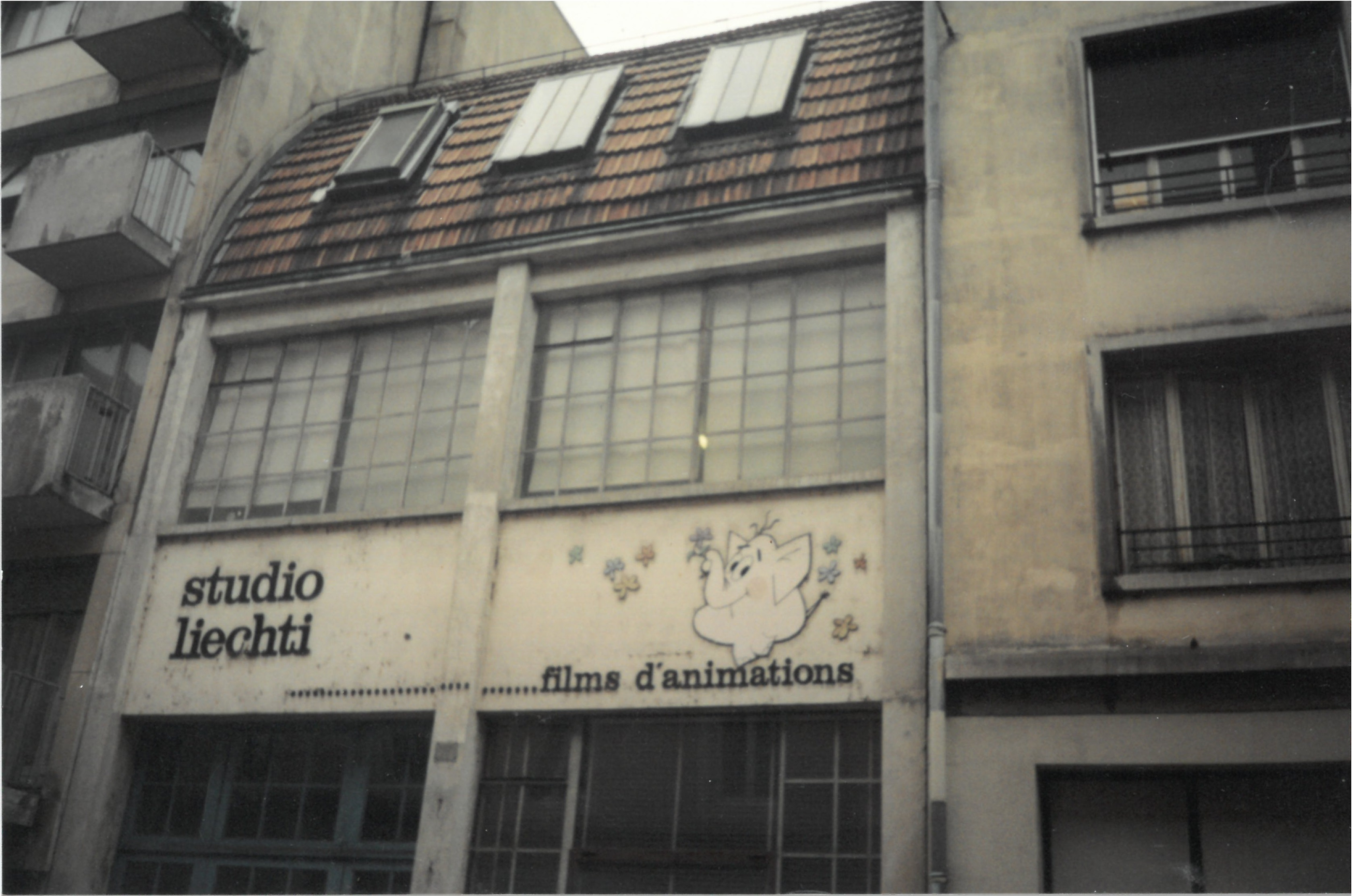
Le Studio Liechti au n° 21 de la rue Henri-Blanvalet à Genève.

Le 1er novembre 1954 naît la Télévision suisse romande qui s'installe à Genève. Les moyens sont rudimentaires et pour combler le besoin en illustrations ou marquer le générique d'une émission, on filme en plan fixe un banc-titre sur lequel est produit un texte, un dessin ou toute autre image. Edmond Liechti est alors engagé comme collaborateur externe par la Télévision suisse romande en qualité de graphiste-titreur de films pour produire des génériques et des illustrations,.    
A côté de son travail pour la télévision qui occupe une bonne partie de son temps, Edmond Liechti fait ses premiers pas dans l'animation. Il s'équipe d'une caméra 16mm, puis d'une caméra 35mm, construit des bancs d'animation et un travelling sur rail, installe des tables de montage, un laboratoire de développement de photos, un studio de bruitage. Ses premières productions cinématographiques sont des commandes de spots publicitaires et des annonces destinés au cinéma et filmés en noir et blanc.

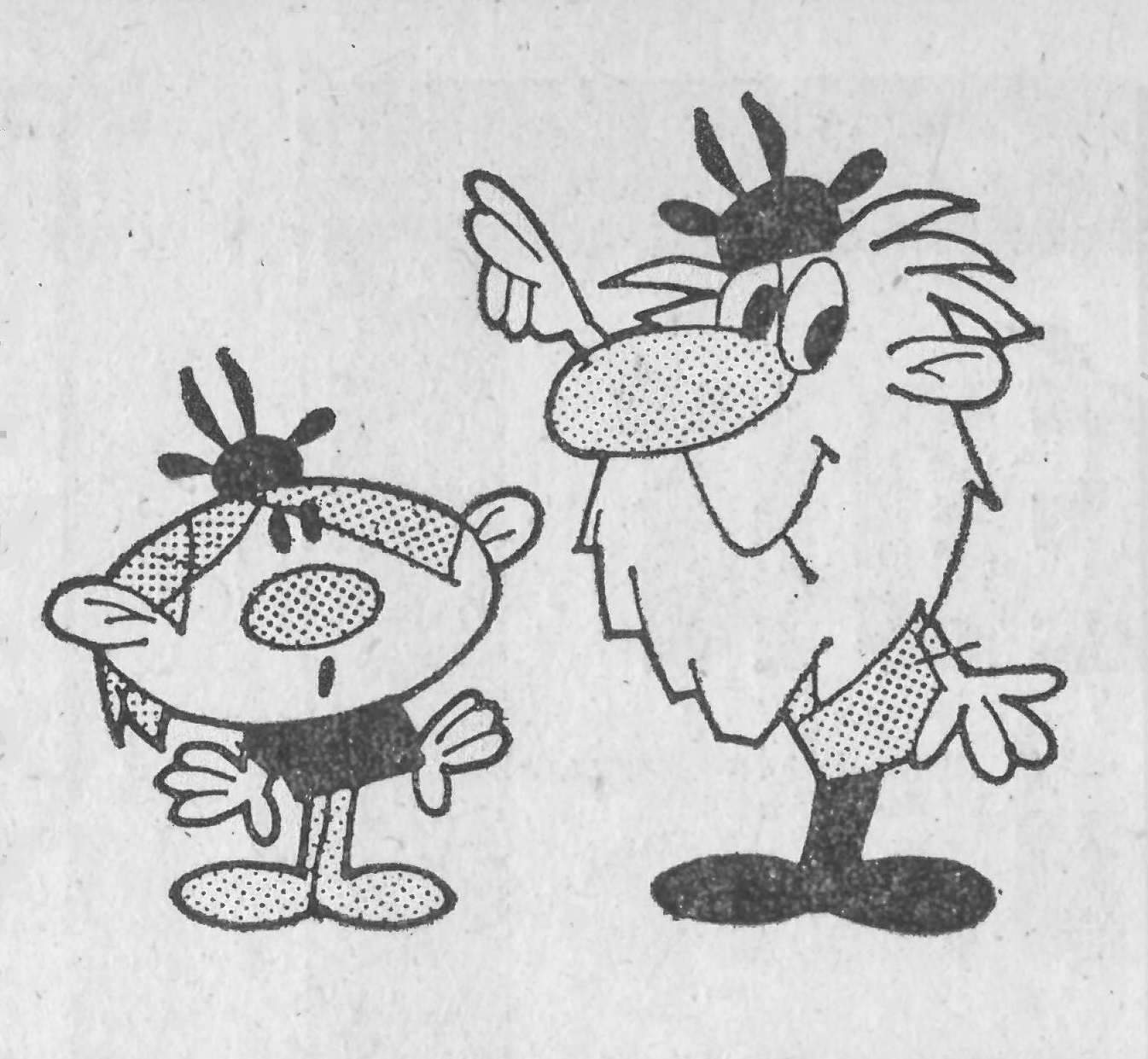
Charles et Stone, les premiers personnages des TV Spots créés par Edmond Liechti.

La Télévision suisse romande évolue et a de nouveaux besoins en termes d'animation. Elle fait appel à Edmond Liechti qui réalise pour son compte d'abord, puis pour la Télévision suisse (SRG SSR), de nombreux génériques et de courtes animations pour diverses émissions. Edmond Liechti doit s'entourer de collaborateurs pour développer ses activités et crée son studio d'animation, le Studio Liechti. A ses débuts, le Studio Liechti ne compte qu'un seul employé puis s'étoffera jusqu'à compter sept collaborateurs au plus fort de son activité.
En 1964, la Télévision suisse (SRG SSR) introduit la publicité télévisée et souhaite encadrer les spots publicitaires par des génériques animés (jingle pub). Edmond Liechti remporte l'appel d'offre qui est lancé par la direction générale de la télévision en proposant de courts gags animés scindés en deux parties : une amorce au début de l'écran publicitaire suivie d'une chute à la fin de la fenêtre. Il présente deux facétieux petits personnages (un grand-père barbu et son petit-enfant) baptisés Charles et Stone qui font l'unanimité auprès du jury. La Télévision suisse passe commande pour plusieurs dizaines de jingle pub (communément nommés TV Spots en Suisse) qui rencontreront un très grand succès auprès des téléspectateurs.     
Dès lors, les commandes de la Télévision suisse ne cesseront de se succéder et le Studio Liechti réalisera des centaines de TV Spots jusqu'au début des années 1980. Entre 1965 et 1975, ce sont plus de 500 TV Spots qui seront créés,.     

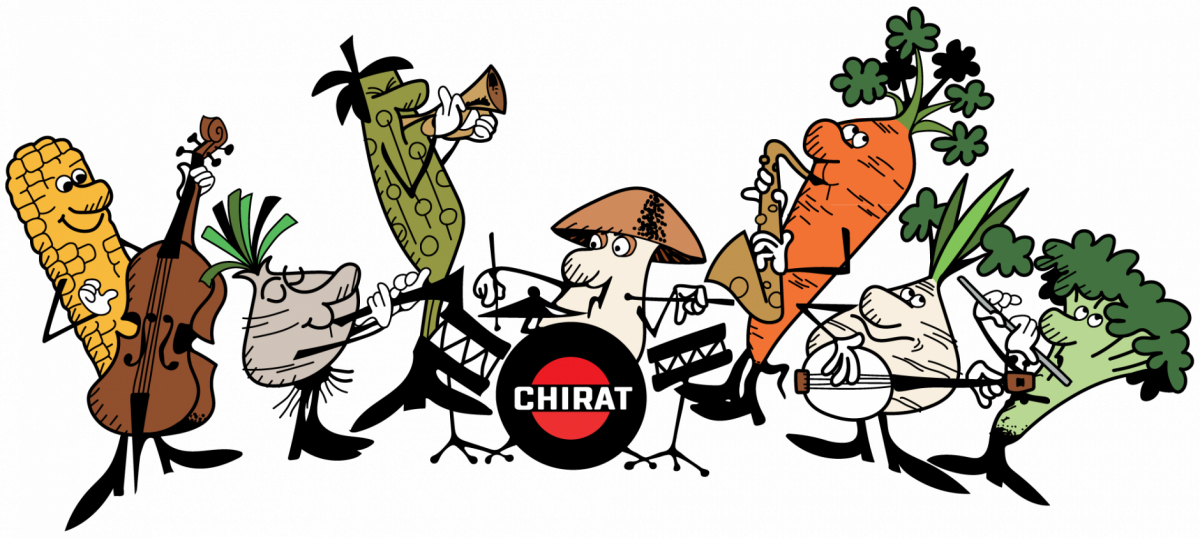
Le «Chirat Pickles Band» créé par Edmond Liechti pour la marque Chirat.

Par sa dimension et son nombre d'employés, le Studio Liechti doit garantir sa rentabilité pour assurer sa viabilité et concentre quasiment l'exclusivité de son activité sur la création de spots publicitaires, de génériques de films et d'émissions. La Télévision suisse (SRG SSR) est le principal client du studio. De nombreuses autres commandes publicitaires proviennent d'entreprises privées ou de milieux institutionnels, à l'exemple de la vinaigrerie Chirat dont l'image publicitaire dans les années 1960 et 1970 sera entièrement basée sur les personnages créés par Edmond Liechti. 
L'arrivée de la vidéo dans les années 1980 suivie des évolutions numériques modifie en profondeur le milieu de la production cinématographique et télévisuelle. Les TV Spots sont remplacés par des jingle pub conçus avec des moyens numériques plus modernes et moins coûteux. Les commandes de génériques et de publicités en dessin animé se font plus rares, obligeant le Studio Liechti à s'adapter. Edmond Liechti se sépare de ses derniers employés. Ne souhaitant pas entamer le virage du numérique, il persévère dans le tournage sur pellicule et se tourne un peu plus vers l'illustration publicitaire, les petits travaux graphiques, collaborant régulièrement avec des studios de production vidéo.

## Retraite et travaux ultérieurs
Edmond Liechti prend sa retraite en avril 1992 à l'âge de 65 ans. Il se sépare de son studio d'animation des Eaux-Vives et installe son atelier dans son domicile privé situé dans le quartier de Conches (commune de Chêne-Bougeries) où il réside depuis 1973. 
Il continue son activité professionnelle à un rythme plus léger et se tourne exclusivement vers le graphisme et le dessin d'illustration, souvent bénévolement pour le compte d'associations, de connaissances ou d'amis. Il illustre notamment toutes les communications de l'association des retraités de la Télévision suisse romande Canal 65.     
Edmond Liechti décède le 9 février 2021 dans sa 94e année.     

## Une galerie de personnages

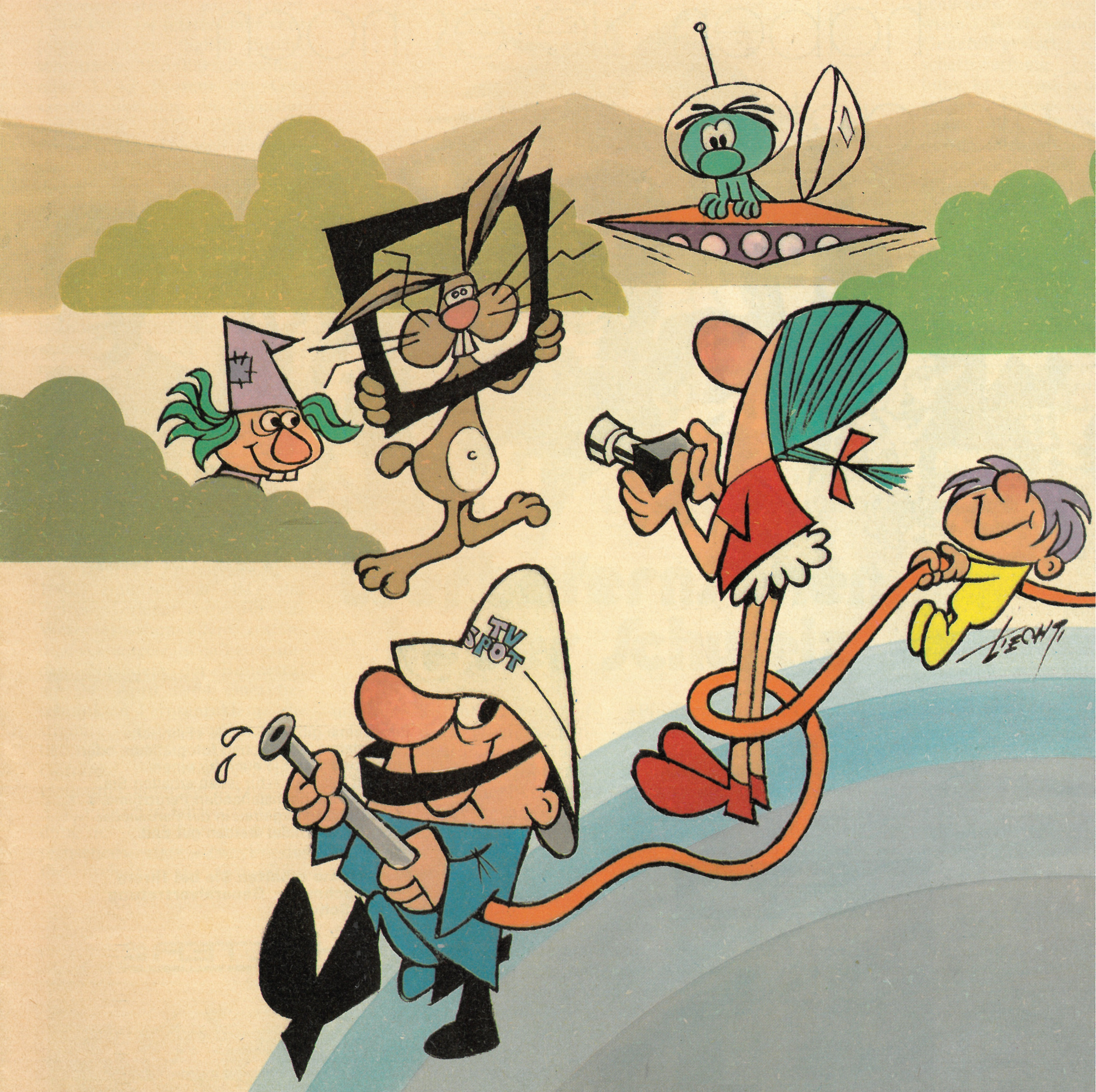
Quelques personnages de TV Spots créés par Edmond Liechti.

Les TV Spots, les dessins animés publicitaires et les génériques d'émissions créés par Edmond Liechti marqueront profondément l'imaginaire collectif des téléspectateurs suisses entre les années 1960 et 1980.
Certains de ses personnages auront une notoriété remarquable dans le pays, comme le duo du grand-père et de son petit-enfant Charles et Stone, les personnages des publicités de la marque Chirat dont le fameux «Chirat Pickles Band», le chien, le chat, l'ours et la marmotte qui introduisent les spots publicitaires avec une saynète humoristique dans les quatre langues nationales suisses.
Il y a aussi le petit extra-terrestre dans sa soucoupe volante, la petite sorcière qui rate tous ses tours de magie, Tagada & Tsoin-Tsoin, le chat et le chien accompagnés de leur ami l'éléphanteau blanc,, le duo de chiens Pit & Pat qui est un hommage affirmé à Mickey Mouse et à Krazy Kat. En tout, ce seront des centaines de petits personnages qui  naîtront de l'imagination fertile d'Edmond Liechti.

## Styles et influences

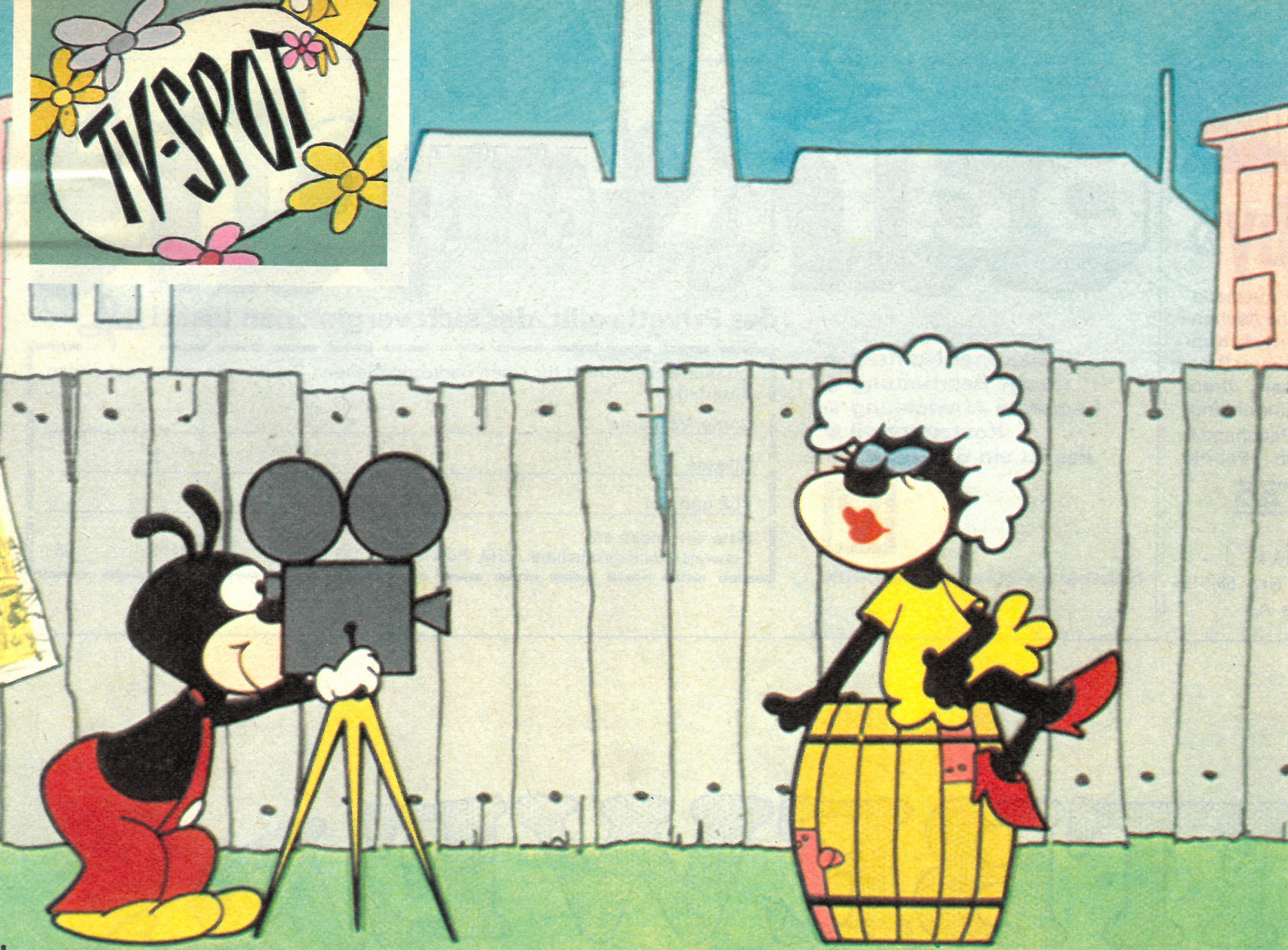
Pit & Pat, l'hommage d'Edmond Liechti à Mickey Mouse et à Krazy Kat.

Edmond Liechti a été baigné très tôt dans le monde du graphisme et de l'illustration. Durant sa jeunesse, il s'est passionné pour la bande dessinée et s'est imprégné d'influences aussi diverses que Bicot, Zig et Puce, Little Nemo in Slumberland, Krazy Kat, la Famille Illico, Mickey Mouse et l'univers Disney. Jeune adulte, il voua une véritable passion pour la musique de jazz, particulièrement le Swing, le Dixieland et le New Orleans Jazz. Il fut d'ailleurs un ami proche du musicien de jazz Sidney Bechet.   
Dans une interview de 1963, Edmond Liechti situe son style dans l'école post-disneyenne émanant de l'United Productions of America (UPA) et que certains amateurs désignent sous le nom de son promoteur Stephen Bosustow.   
L'historien du cinéma d'animation Bruno Edera, qualifie quant à lui le style d'Edmond Liechti de moderniste dans son article Situation du cinéma d'animation en Suisse paru en 1965.

## Collaborateurs du studio

### Animateurs
- Vicens Bassols (1965, 1972-1976)
- Fernando Correia (1968-1971)[24]
- Ferran Gallart (1963-1974, 1976)[25]
- Maurice Giacomini (1964-1966)
- Armando Valcauda (1964)

### Coloristes
- Gabrielle Bernasconi
- Michelle Claus (1964-1966)
- Rick Couilloux
- Ferran Gallart II
- Vicky Gallart
- Huguette Genetti[26]
- Miriam Rouge
- Miriam Ruedy

### Caméramans
- Georges Bernasconi (1970-1983)
- Daniel Daetwyler (1965-1966)
- Emmanuel Guex (1966-1974)
- Jacques Lucas (1960-1972)

## Patrimoine filmique et graphique
Edmond Liechti a versé la totalité de sa production filmique et une partie de ses archives auprès de la Cinémathèque suisse de son vivant en 2015 et 2016. Un second versement composé majoritairement de travaux graphiques a été fait par ses héritiers en 2021 à la suite de son décès,.

## Filmographie
- 1985 : Super-Max, réalisation de Philippe Bernard, générique et bruitages par Edmond Liechti, 13 min, couleur (Grand prix et prix du public au Festival International du Film Aérien de la Coupe Icare 1987 à Saint-Hilaire-du-Touvet)[30],[31].

## Distinctions
- 1954 : Corso fleuri de Genève : 1er prix ex aequo, catégorie humoristique[32].
- 1970 : 3e Festival international du film d'animation de Mamaia en Roumanie : Prix du film publicitaire[33],[34],[35].

## Expositions
- 2007 : Animation appliquée en Suisse, Musée cantonal de design et d’arts appliqués contemporains, Lausanne, 20 juin au 23 septembre 2007[36].
- 2023 : Espèce de cornichon ! : art, cuisine & Chirat, Musée de Carouge, Genève, 11 février au 21 mai 2023[37],[38].